# Fußball-Europameisterschaft der Frauen 2009/Ukraine
Dieser Artikel behandelt die ukrainische Fußballnationalmannschaft der Frauen bei der Europameisterschaft 2009 in Finnland.

## Qualifikation
Die Ukraine wurde für die Qualifikation in die Gruppe 5 gelost und traf auf Dänemark, Portugal, Schottland und die Slowakei. Mit sechs Siegen, einem Unentschieden und einer Niederlage wurden die Ukrainerinnen Gruppenzweiter hinter Dänemark.
Die Ukraine setzten sich in den Play-off-Spielen gegen Slowenien durch und qualifizierte sich ebenfalls für die EM-Endrunde. Schottland unterlag jedoch aufgrund der Auswärtstorregel gegen Russland.

### Tabelle
| Pl. | Land       | Sp. | S | U | N | Tore    | Diff. | Punkte |
| --- | ---------- | --- | - | - | - | ------- | ----- | ------ |
| 1.  | Dänemark   | 8   | 7 | 0 | 1 | 023:500 | +18   | 21     |
| 2.  | Ukraine    | 8   | 6 | 1 | 1 | 015:300 | +12   | 19     |
| 3.  | Schottland | 8   | 3 | 1 | 4 | 015:700 | +8    | 10     |
| 4.  | Slowakei   | 8   | 2 | 0 | 6 | 005:290 | −24   | 06     |
| 5.  | Portugal   | 8   | 0 | 2 | 6 | 004:180 | −14   | 02     |

### Spiele
| Datum      | Spielort    | Gegner     | Ergebnis  | Torschützen                                                                                                  |
| ---------- | ----------- | ---------- | --------- | --- |
| 09.05.2007 | Senec       | Slowakei   | 0:4 (0:3) | 0:1 Djatel (5.), 0:2 Pekur (16.), 0:3 Apanaschtschenko (38.), 0:4 Chodyrjewa (79.)                           |
| 30.05.2007 | Mariupol    | Schottland | 2:1 (1:0) | 1:0 Sintschenko (44.), 2:0 Tschorna (67.), 2:1 Fleeting (68.)                                                |
| 20.06.2007 | Mariupol    | Slowakei   | 5:0 (3:0) | 1:0 Fryschko (2.), 2:0 Sintschenko (16. Elfmeter), 3:0 Pekur (26.), 4:0 Chodyrjewa (47.), 5:0 Fryschko (53.) |
| 21.02.2008 | Abrantes    | Portugal   | 0:1 (0:0) | 0:1 Sintschenko (70.)                                                                                        |
| 28.05.2008 | Perth       | Schottland | 0:1 (0:1) | 0:1 Apanaschtschenko (9.)                                                                                    |
| 22.06.2008 | Tschernihiw | Dänemark   | 1:0 (1:0) | 1:0 Apanaschtschenko (28.)                                                                                   |
| 27.09.2008 | Tschernihiw | Portugal   | 1:1 (1:1) | 1:0 Suchorukowa (6.), 1:1 Fernandes (45.+1)                                                                  |
| 01.10.2008 | Viborg      | Dänemark   | 1:0 (0:0) | 1:0 M. Pedersen (63.)                                                                                        |

Grün unterlegte Ergebnisse kennzeichnen einen Sieg, gelb unterlegte Unentschieden und rot unterlegte Niederlagen.

### Play-off-Spiele
| Datum      | Spielort    | Gegner    | Ergebnis  | Torschützen                                                                 |
| ---------- | ----------- | --------- | --------- | --------------------------------------------------------------------------- |
| 26.10.2008 | Dravograd   | Slowenien | 0:3 (0:2) | 0:1 Apanaschtschenko (27.), 0:2 Apanaschtschenko (41.), 0:3 Lyschafaj (54.) |
| 30.10.2008 | Tschernihiw | Slowenien | 2:0 (1:0) | 1:0 Djatel (3.), 2:0 Apanaschtschenko (71.)                                 |

Grün unterlegte Ergebnisse kennzeichnen Siege.

## Kader
Trainer Anatolij Kuzew hatte sein Aufgebot am 13. Oktober 2009 bekannt gegeben. Nachdem sich Switlana Wanjuschkina wenige Tage später verletzt hatte, wurde Oksana Jakowyschyn nachnominiert.
| Nummer     | Name                                        | Verein vor EM-Beginn    | Geburtstag | Sp.      | Tor      |          |          |          |
| Torhüter   | Torhüter                                    | Torhüter                | Torhüter   | Torhüter | Torhüter | Torhüter | Torhüter | Torhüter |
| ---------- | ------------------------------------------- | ----------------------- | ---------- | -------- | -------- | -------- | -------- | -------- |
| 12         | Nadija Baranowa (Надія Баранова)            | Swesda 2005 Perm        | 05.07.1983 | 3        | 0        | 0        | 0        | 0        |
| 22         | Kateryna Samson (Катерина Самсон)           | Lehenda Tschernihiw     | 05.07.1988 | 0        | 0        | 0        | 0        | 0        |
| 1          | Iryna Swarytsch (Ірина Зварич)              | SchFK Rossijanka        | 08.05.1983 | 1        | 0        | 0        | 0        | 0        |
| Abwehr     |                                             |                         |            |          |          |          |          |          |
| 7          | Olena Chodyrjewa (Олена Ходирєва)           | Lehenda Tschernihiw     | 19.05.1981 | 3        | 0        | 1        | 0        | 0        |
| 4          | Walentyna Kotik (Валентина Котік)           | SchWSM Ismailowo Moskau | 08.01.1978 | 0        | 0        | 0        | 0        | 0        |
| 16         | Alla Lyschafaj (Алла Лишафай)               | Swesda 2005 Perm        | 24.12.1983 | 3        | 0        | 0        | 0        | 0        |
| 19         | Maryna Massalska (Марина Масальська)        | Schilstroi-1 Charkiw    | 17.05.1985 | 0        | 0        | 0        | 0        | 0        |
| 2          | Olena Masurenko (Олена Мазуренко)           | 1. FC Nürnberg          | 24.10.1969 | 3        | 0        | 0        | 0        | 0        |
| 13         | Inessa Titowa (Інесса Тітова)               | Schilstroi-1 Charkiw    | 18.03.1976 | 1        | 0        | 0        | 0        | 0        |
| 14         | Julija Waschtschenko (Юлія Ващенко)         | Schilstroi-1 Charkiw    | 31.01.1978 | 1        | 0        | 0        | 0        | 0        |
| Mittelfeld |                                             |                         |            |          |          |          |          |          |
| 9          | Wira Djatel (Віра Дятел)                    | Swesda 2005 Perm        | 03.03.1984 | 3        | 0        | 1        | 0        | 0        |
| 15         | Ljudmyla Lemeschko (Людмила Лемешко)        | SchWSM Ismailowo Moskau | 12.11.1979 | 0        | 0        | 0        | 0        | 0        |
| 6          | Ljudmyla Pekur (Людмила Пекур)              | SchFK Rossijanka        | 06.01.1981 | 3        | 1        | 1        | 0        | 0        |
| 21         | Tetjana Romanenko (Тетяна Романенко)        | Energija Woronesch      | 03.10.1990 | 0        | 0        | 0        | 0        | 0        |
| 18         | Natalja Suchorukowa (Наталя Сухорукова)     | FK Rossijanka           | 18.10.1975 | 1        | 0        | 0        | 0        | 0        |
| 11         | Natalja Sintschenko (Наталя Зінченко)       | Swesda 2005 Perm        | 03.10.1979 | 3        | 0        | 0        | 0        | 0        |
| 3          | Tetjana Tschorna (Тетяна Чорна)             | FK Rossijanka           | 25.02.1981 | 3        | 0        | 1        | 0        | 0        |
| 20         | Iryna Wassyljuk (Ірина Василюк)             | Illitschiwez Mariupol   | 18.05.1985 | 1        | 0        | 0        | 0        | 0        |
| Angriff    |                                             |                         |            |          |          |          |          |          |
| 17         | Daryna Apanaschtschenko (Дарина Апанащенко) | Swesda 2005 Perm        | 16.05.1986 | 3        | 0        | 0        | 0        | 0        |
| 8          | Olha Bojtschenko (Ольга Бойченко)           | Lehenda Tschernihiw     | 06.01.1989 | 3        | 0        | 1        | 0        | 0        |
| 10         | Switlana Fryschko (Світлани Фришко)         | Schilstroi-1 Charkiw    | 15.06.1976 | 0        | 0        | 0        | 0        | 0        |
| 5          | Oksana Jakowyschyn (Оксана Яковишин)        | Lehenda Tschernihiw     | 20.03.1993 | 2        | 0        | 0        | 0        | 0        |
| Trainer    |                                             |                         |            |          |          |          |          |          |
|            | Anatolij Kuzew (Анатолій Куцев)             |                         | 20.04.1959 |          |          |          |          |          |

## Spiele
Die Ukraine traf in der Vorrundengruppe A auf Dänemark, Finnland und die Niederlande. Mit einem Sieg und zwei Niederlagen beendete die Mannschaft die Vorrunde als Gruppenletzter und schied aus.
| Pl. | Land        | Sp. | S | U | N | Tore    | Diff. | Punkte |
| --- | ----------- | --- | - | - | - | ------- | ----- | ------ |
| 1.  | Finnland    | 3   | 2 | 0 | 1 | 003:200 | +1    | 06     |
| 2.  | Niederlande | 3   | 2 | 0 | 1 | 005:300 | +2    | 06     |
| 3.  | Dänemark    | 3   | 1 | 0 | 2 | 003:400 | −1    | 03     |
| 4.  | Ukraine     | 3   | 1 | 0 | 2 | 002:400 | −2    | 03     |

|                                                                      |   |             |           |
| Sonntag, 23. August 2009 um 14:45 Uhr* in Turku                      |   |             |           |
| Ukraine                                                              | – | Niederlande | 0:2 (0:2) |
| Mittwoch, 26. August 2009 um 17:30 Uhr* in Helsinki (Fußballstadion) |   |             |           |
| Ukraine                                                              | – | Dänemark    | 1:2 (0:0) |
| Samstag, 29. August 2009 um 17:30 Uhr* in Helsinki (Olympiastadion)  |   |             |           |
| Finnland                                                             | – | Ukraine     | 0:1 (0:0) |

* Ortszeit (MESZ+1)